# Norrköpings Tidningar
Norrköpings Tidningar, powszechnie znany jako NT) – szwedzki konserwatywno-liberalny dziennik z głównym regionem dystrybucji w północnym i wschodnim Östergötland (region statystyczny: A-region 10). 
Dziennik został założony w 1758 w mieście Norrköping pod nazwą Norrköpings Weko-Tidningar, a pierwszy numer został wydany 14 października tego samego roku. Norrköpings Tidningar jest najstarszym nieprzerwanie ukazującym się szwedzkim dziennikiem i jednym z 10 najstarszych dzienników na świecie. 
Od roku 1871 ukazuje się 6 razy w tygodniu. W 1959 roku NT zakupił konkurencyjny dziennik wieczorny Östergötlands Dagblad łącząc się z nim w jedno czasopismo pod nazwą Norrköpings Tidningar-Östergötlands Dagblad. 
Głównym właścicielem NT jest od roku 1947 fundacja Erik & Asta Sundins stiftelse, która posiada 69,9% akcji w koncernie medialnym Norrköpings Tidningars Media AB. Nakład dzienny NT w roku 2007 osiągnął 49 000 egzemplarzy.
W roku 2008 NT przekształcił się w spółkę Norrköpings Tidningar Media AB (NTM), która wydaje także kilka innych gazet: Östgöta Correspondenten, Folkbladet, Västerviks-Tidningen, Upsala Nya Tidning, Gotlands Tidningar, Gotlands Allehanda, Norrbottens-Kuriren oraz Norrländska Socialdemokraten. Wydaje również bezpłatne: Extra Östergötland, Lokaltidningen Nordöstran, 18 Minuter, Sigtunabygden, Knivstabygden, Östra Uppland, Västra Uppland, Norra Uppland, Gotlands Näringsliv, Gotland Just Nu, Extra Luleå, Extra Boden i Extra Malmfälten. Spółka emituje też kanały telewizyjne: 24nt, 24Corren, 24UNT i 24Norrbotten oraz radiowe: East FM (Östergötland), RIX FM i Bandit Rock (w Östergötland, Norrbotten i Uppland), Radio Four i Mix Megapol (Gotland). Obrót spółki NTM w roku 2010 wyniósł ok. 1,8 miliarda koron, a liczba zatrudnionych – ok. 1 500 osób. 
W marcu 2008 roku Norrköpings Tidningar wykupił za sumę 700 milionów koron wszystkie akcje udziałowców AB Corren, który posiada większość akcji w spółce AB Östgöta Correspondenten, wydającej  Östgöta Correspondenten; udziałowcem mniejszościowym w AB Östgöta Correspondenten jest spółka Herencos.

## Historia

### Założenie dziennika

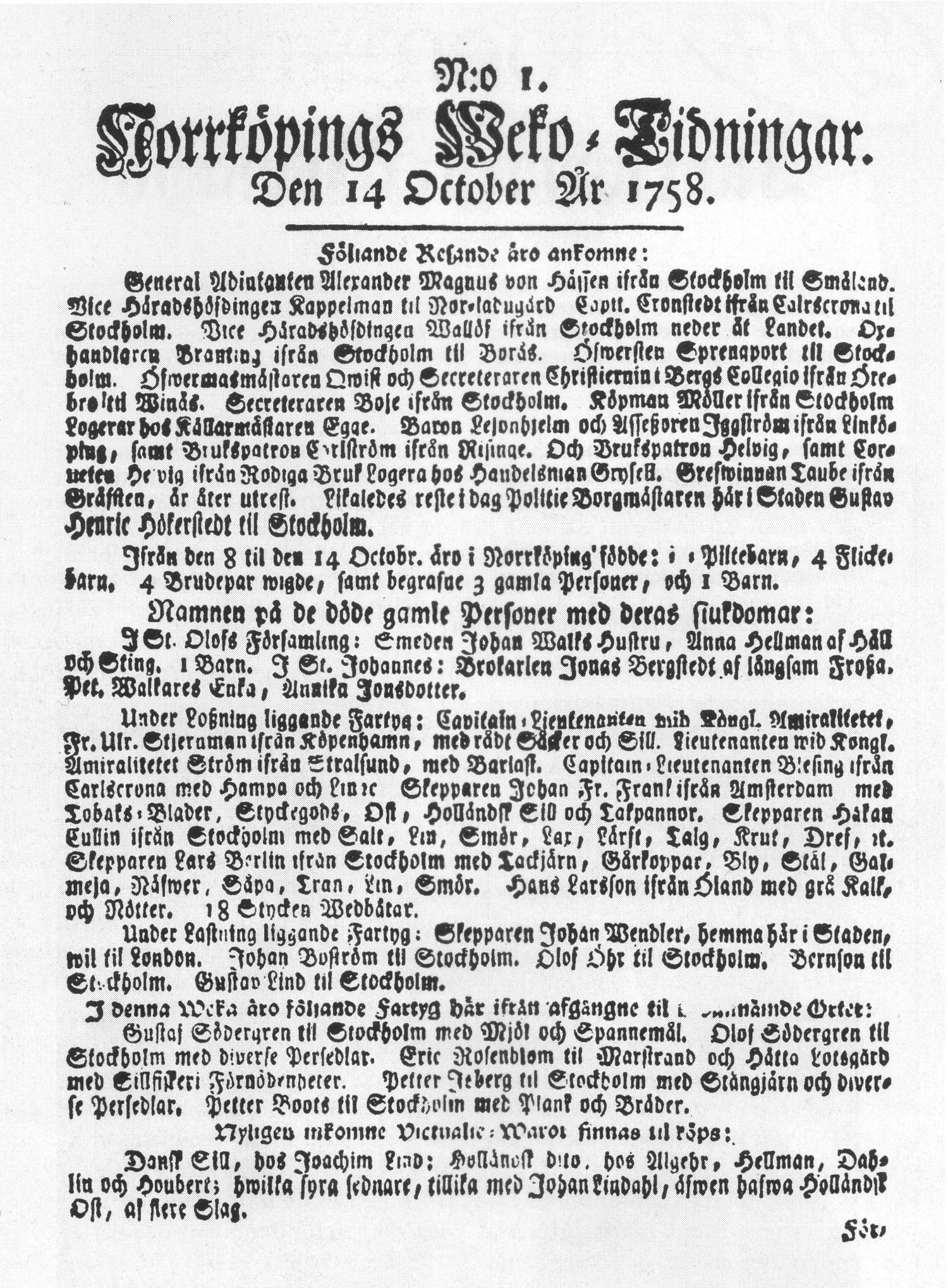
Pierwsze wydanie Norrköpings Tidningar z roku 1758

Reinerus Reineri Broocman, pastor z Norrköping, postanowił wydać szwedzki przekład Seelen-Schatz, zbioru kazań niemieckiego teologa Christiana Scrivera. Wydanie jego rękopisu zostało zlecone pewnej drukarni w Sztokholmie, ale Broocman uważał, że praca ta posuwała się zbyt wolno, postanowił więc założyć własną drukarnię i 13 sierpnia 1723 roku otrzymał na nią przywilej. Jego drukarnia znajdowała się w oficynie przy Drottninggatan 13 i wydawała głównie literaturę religijną, ale opublikowała również podręcznik rolnictwa i gospodarki leśnej. W roku 1733 przywilej na drukowanie przejął syn Broocmana Carl Fredric. Jednak spiritus movens w działalności wydawniczej stał się zięć Broocmana, Johan Edman. Otrzymał on w czerwcu 1758 roku, dzięki uprzejmości magistratu, zgodę na wydawanie tygodnika. Wojewoda Gustaw Lagerfelt poparł jego sprawę wysyłając wniosek do kancelarii królewskiej, która 15 września 1758 roku wydała stosowny przywilej
Przywilej ten związany był z pewnymi ograniczeniami. Ponieważ wolność druku (szw. tryckfrihet) nie była w ówczesnej Szwecji prawnie uregulowana, każde wydanie tygodnika podlegało cenzurze ze strony kogoś spośród miejskiego duchowieństwa. Gazeta nie mogła zawierać niczego, co byłoby ze szkodą dla gazet w Sztokholmie. W praktyce nie mogła drukować wiadomości ogólnych, ponieważ na nie przykładowo miał przywilej dziennik Posttidningen, wydawany przez Postverket. Pierwszy numer Norrköpings Weko-Tidningar ukazał się w sobotę, 14 października 1758 roku i zawierał deklarację programową, zgodnie z którą gazeta miała publikować treści promujące politykę miasta, handel i żeglugę, dysertacje z przedmiotów innych niż ogólne oraz ogłoszenia. Cena rocznej prenumeraty wynosiła początkowo 6 daler kopparmynt
Edman jako wydawca gazety nie miał jakiegoś szczególnego dziennikarskiego celu na widoku, nie było zresztą na to środków. Układ jego gazety w pierwszych latach jej istnienia był następujący: na pierwszej stronie były wzmianki o podróżnych przybywających do miasta wraz z podaniem celu ich podroży. Potem następowały zawiadomienia osobiste, informacje o urodzinach i zgonach oraz o zawartych związkach małżeńskich. Następnie informacje o statkach przypływających w ciągu danego tygodnia i ich ładunkach oraz o statkach odpływających. W dziale anonsów znajdowały się ogłoszenia dotyczące kupna, sprzedaży, wynajmu, rzeczy zaginionych i osób poszukujących pracy. W dziale obwieszczeń zamieszczano ogłoszenia o aukcjach. W gazecie było również miejsce na wiadomości lokalne, ciągnącą się przez kilka numerów dysertację, a także na listy do redakcji i na liczne poematy i wiersze.

### Skromne ambicje
W roku 1766 Edman został powołany na stanowisko drukarza książek na akademii w Uppsali, a jego drukarnia wraz z gazetą zostały przejęte przez Johana Benjamina Blume. Drukarnia została przeniesiona na Tunnbindargatan 18, a gazeta zaczęła wychodzić pod nazwą Norrkjöpings Wecko-Tidningar. W roku 1766 Szwecja otrzymała, pierwsze w swych dziejach, rozporządzenie o wolności drukowania (szw. tryckfrihetsförordning), dzięki któremu artykuły polemiczne i listy do redakcji, pisane zwykle pod pseudonimem, znalazły swe miejsce w gazecie, zwłaszcza w roku 1769, kiedy w Norrköping zebrał się Riksdag. Pod koniec roku 1769 opublikowano list do redakcji podpisany "Lika godt Hwilken", krytykujący stany. Autorem listu był księgowy z cukierni Gripen. Został on skazany przez radę miasta na karę śmierci. Sąd Apelacyjny zmienił ten wyrok na karę 14 dni więzienia o chlebie i wodzie.
Pod kierownictwem Blumego gazeta była określana jako przeciętna i monotonna, a Blumemu nie udało się utrzymać standardów Edmana. Liczba prenumeratorów wydawała się spadać z roku na rok osiągając w latach 70. XVIII w. rekordowo niski poziom (60–70 prenumeratorów). Oprócz zwykłych zawiadomień osobistych, reklam i ogłoszeń w gazecie znajdowały się traktaty moralne, a nawet debaty na stronie listów do redakcji. Wydaje się, że gazeta przeoczyła wiadomość o śmierci króla Adolfa Fryderyka. W tydzień po zamachu stanu dokonanym przez Gustawa III opublikowała ona poemat poświęcony królowi; osobno zostało wysłane do prenumeratorów przemówienie króla do stanów. Gazetę w owym czasie wypełniały traktaty obyczajowe i moralne, podczas gdy wiadomości politycznych (w dzisiejszym sensie) unikano. 
Córka Blumego, Brita Magdalena, wyszła w roku 1775 za mąż za kupca Adolfa Fryderyka Raama, który następnie zaczął kierować drukarnią. Niewątpliwie uczestniczył on też bez w pracy redakcyjnej. Po śmierci Brity Magdaleny w roku 1874 ożenił się z Sarą Johanną z domu Jansson (1768–1839). Po śmierci Blumego w roku 1786 Raam zaczął samodzielnie prowadzić drukarnię. W 1787 roku zmienił nazwę gazety na Norrköpings Tidningar. Zaczęła ona wychodzić dwa razy w tygodniu, w środy i soboty. Raam przypuszczalnie miał duże ambicje dziennikarskie, ale w jego gazecie nie nastąpiły żadne większe zmiany z wyjątkiem regularnych wiadomości z zagranicy. Sporadyczne nowinki z zagranicy zamieszczane były już wcześniej. Redaktorem działu zagranicznego "NT" został M. Orrelius, a wiadomości były tłumaczone z gazet zagranicznych, głównie z niemieckich (z Hamburga i Altony). Cena prenumeraty została podniesiona do 1 riksdalera i 8 szylingów. Kiedy Riksdag zebrał się w Norrköping w roku 1800 gazeta przez kilka miesięcy wychodziła trzy razy w tygodniu.

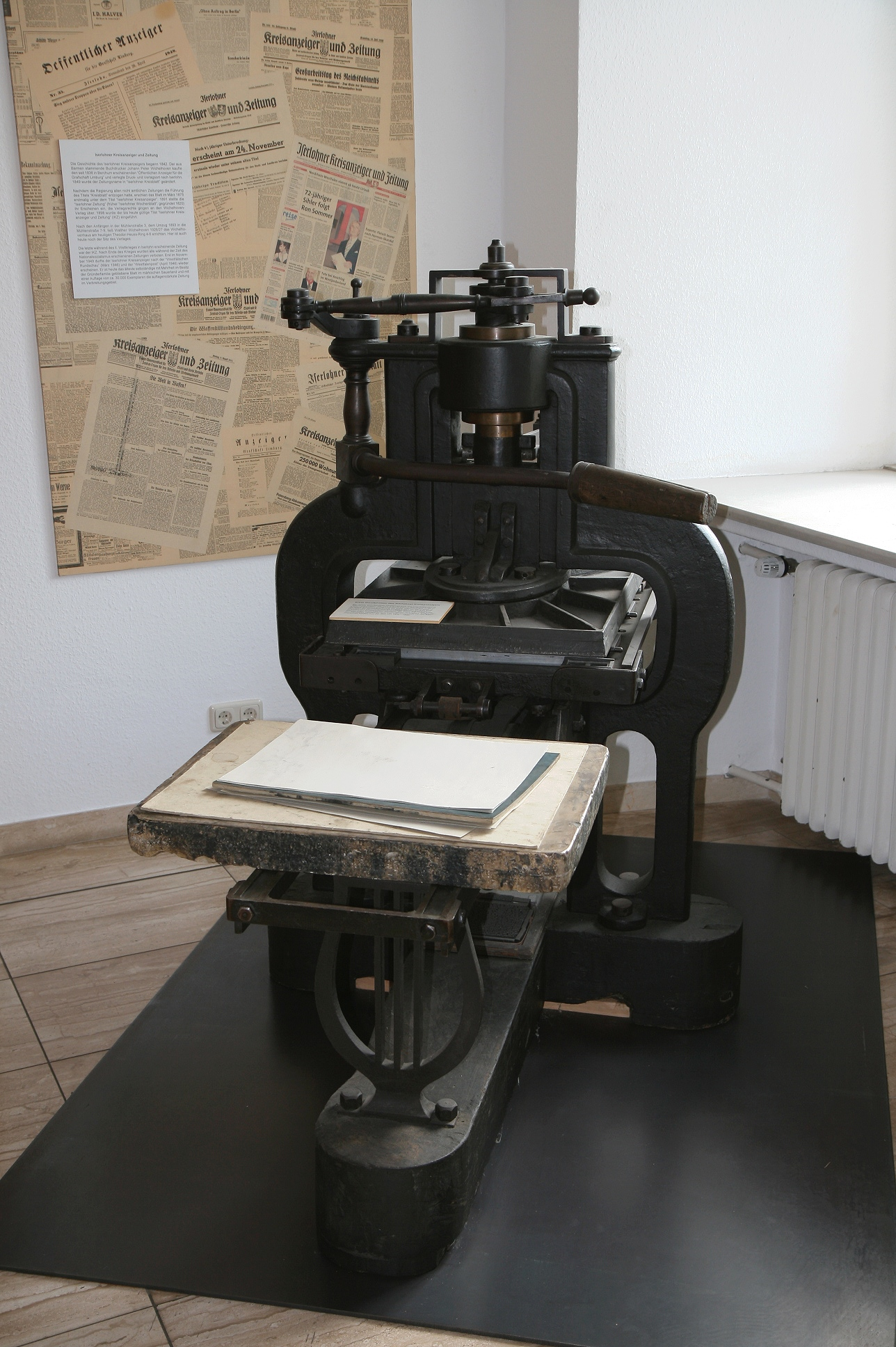
Maszyna drukarska Stanhope'a

Po śmierci Adolfa Fryderyka Raama w roku 1802 zarządzanie drukarnią przejęła wdowa po nim, Sara Johanna Raam. Siedziba drukarni i redakcji gazety mieściła się przy Västgötegatan 20. Do druku używano maszyn drukarskich o prasach drewnianych. Około roku 1812 drukarnia otrzymała ręczne maszyny o prasach żelaznych skonstruowane przez Charlesa Stanhope'a Dział zagraniczny z czasem ograniczył swoje ambicje, po części dlatego, iż zabroniono sprowadzania gazet francuskich. Prawo zakazało również publikowania wiadomości o stosunkach wewnętrznych we Francji oraz szczegółów dotyczących Napoleona I i jego krewnych; zakaz ten miał obowiązywać aż do czasu obalenia króla Gustawa IV Adolfa w roku 1809. Ani słowem nie został wspomniany w gazecie oburzający samosąd dokonany w roku 1810 przez tłum na Axelu Fresenie. 
W roku 1832 rozpoczęto wydawanie dodatkowej gazety w poniedziałki, Norrköpings-Bladet. W rzeczywistości nie było istotnej różnicy między tym wydaniem a Norrköpings Tidningar. Przez pewien krótki czas istniał prawdziwy konkurent NT – Norrköpings Aftonblad, wydawany przez drukarza książek Abrahama Bohlina, jednak żywot tej gazety był krótkotrwały. Po śmierci Sary Johanny Raam w roku 1839 drukarnia i gazeta przeszły w ręce jej wnuka, Christiana Törnequista, byłego kierownika drukarni.

### Gazeta staje się opiniotwórcza

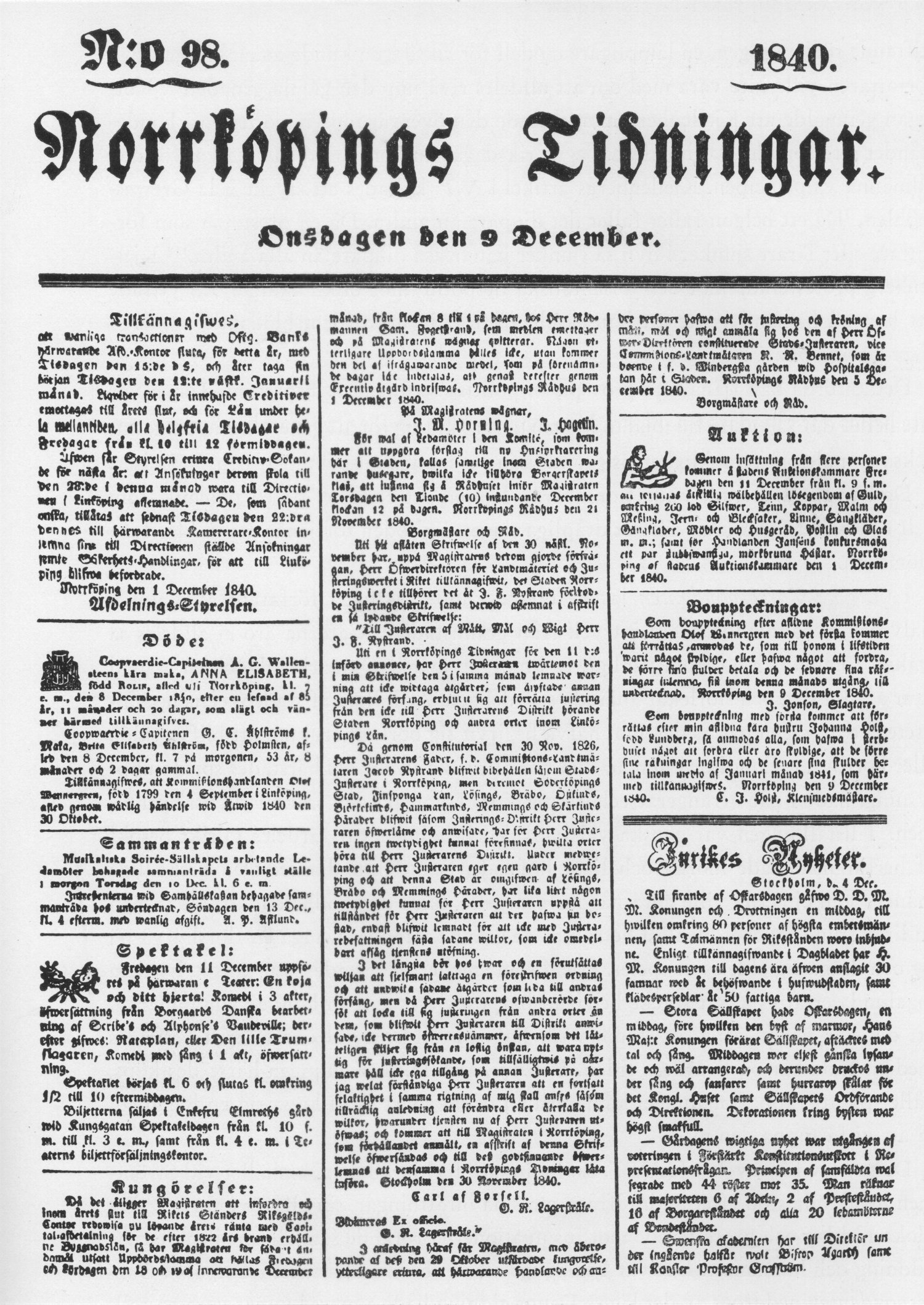
Norrköpings Tidningar w roku 1840. Począwszy od tego numeru gazeta zyskała większy, trzyszpaltowy format

W roku 1842 redaktorem gazety został Theodor Björck. Od lat 40. XIX w. Norrköpings Tidningar stał się wyraźnie prorządowy i sprzyjający królowi, a przeciwny takiemu liberalizmowi, jaki reprezentował Aftonbladet. W 1851 roku gazeta sprecyzowała swoje polityczne stanowisko. Jej redakcja nie nosiła ani "ani czerwonej czapki ani białej opaski", tzn. nie należała ani do obrońców rewolucji francuskiej ani do zwolenników zamachu stanu dokonanego w 1772 roku przez króla Gustawa III. Gazeta była rzecznikiem patriotyzmu, prawa i porządku i zaliczała się do umiarkowanie liberalnych. Jej linia polityczna nie była jednak tak oczywista, ponieważ w pewnych kwestiach stała ona po stronie status quo, w innych zaś była rzecznikiem reform; zdarzało się też, że zmieniała zdanie. W konkretnych palących kwestiach gazeta postulowała zreformowanie parlamentu stanowego, ale nie jego likwidację; w sprawach celnych prezentowała stanowisko protekcjonistyczne. Równocześnie popierała większą swobodę handlu witając z zadowoleniem zniesienie cechów. Na początku lat 50. XIX w. była rzecznikiem stanowiska, iż nie należy śpieszyć się z rozwojem kolei. Z czasem jednak stała się jej zagorzałym zwolennikiem. Powitała też z zadowoleniem reformy więziennictwa, przeprowadzone przez króla Oskara I.
W roku 1851 drukarnia zakupiła szybkie maszyny drukarskie niemieckiej firmy Koenig & Bauer, a format gazety stał się czteroszpaltowy. W roku 1856 zakupiono kolejną maszynę drukarską tego typu, a format gazety powiększono do pięciu szpalt. W październiku 1851 roku redakcja i drukarnia przeniosły się na Västgötegatan 16. W roku 1858 gazeta po raz kolejny zyskała konkurenta, Norrköpings-Kuriren, który był wydawany przez cztery lata. W sierpniu 1855 roku miasto Norrköping zyskało stację telegraficzną, która stała się istotnym czynnikiem w rozpowszechnianiu wiadomości. W roku 1867 gazeta została klientem Svenska Telegrambyrån. Od stycznia 1872 roku zaczęła wychodzić sześć dni w tygodniu.
W roku 1860 drukarnię i gazetę przejął Fredrik Törnequist. Był on podobno rzutkim przedsiębiorcą, ale sukcesy sprawiły, iż zaniedbał interesy i popadł w długi, a jego drukarnia i gazeta zostały w roku 1875 przejęte za sumę 200 000 koron przez spółkę akcyjną kierowaną przez Christiana Ebersteina, Johna Lenninga i Henninga Schultza. Spółka powołała Ludviga Eklunda na stanowisko redaktora gazety, która pod jego kierownictwem stała się wyraźnie konserwatywna. Eklund uważał, iż dla rozwoju społecznego najlepszy będzie postęp i rozwój w równym tempie i bez załamań, co określano jako "prawdziwy konserwatyzm". W roku 1886 drukarnia zakupiła podwójną maszynę drukarską o dużej prędkości druku. W latach 70. i 80 XIX w. nakład gazety wahał się prawdopodobnie pomiędzy 2 500 a 3 500 egzemplarzy. W roku 1892 gazeta i drukarnia przeniosły się do nowego budynku przy Västgötegatan 18. 
W roku 1890 w Linköping założona została gazeta Östergötlands Dagblad. W roku 1895 przeniesiono ją do Norrköping, gdzie, w przeciwieństwie do Norrköpings Tidningar, była gazetą poranną; również w przeciwieństwie do NT sprzyjała wolnemu handlowi. Głównym tematem dyskusji w tamtym czasie było kwestia prawa głosowania. Norrköpings Tidningar był przeciwny powszechnemu prawu głosowania uważając, iż ówczesne ograniczenie prawa głosu (800 koron rocznego dochodu) powinno sprawić, iż w miarę wzrostu dochodów coraz liczniejsi będą uzyskiwać prawo wyborcze. Podczas wyborów do izby niższej parlamentu w roku 1896 Ludvig Eklund został ostro skrytykowany przez Östergötlands Dagblad za swój konserwatyzm, przez co utracił miejsce w parlamencie. W roku 1897 został natomiast wybrany do izby wyższej parlamentu. Konserwatywne założenia gazety dały znać o sobie w dziedzinie literatury, kiedy NT określił powieść Czerwony pokój Augusta Strindberga jako utrzymaną w złym guście. Oskarżenie Strindberga za zbiór opowiadań Historie małżeńskie wzbudziło duże zainteresowanie, a po wyroku uniewinniającym pisarza gazeta ostrzegała przed tym, co radykalna literatura będzie oznaczać dla chrześcijaństwa.

### Nowoczesny dziennik
Po śmierci Ludviga Eklunda w roku 1898 nowym redaktorem NT został Erik Sundin, były sekretarz redakcji w Nya Dagligt Allehanda. W zarządzie spółki zasiadali: Axel Swartling, John Philipson i dyrektor generalny Daniel Engelke. W aktualnej wówczas kwestii obronności gazeta opowiadała się za powszechnym obowiązkiem obrony. W roku 1903 drukarnia otrzymała podwójną maszynę rotacyjną, potrafiącą drukować siedem szpalt. W roku 1905 pojawił się kolejny konkurent NT, socjaldemokratyczny Östergötland Folkblad. W roku 1907 NT zaczął pisać o sporcie, co było redakcyjną nowością. Jeśli chodzi o aktualne wówczas wydarzenia, gazeta uważała w związku z tzw. kwestią flagi, iż stanowisko Norwegii było afrontem wobec Szwecji. Norweską deklarację niepodległości z 1905 roku postrzegała jako naruszenie prawa, ale była przeciwna wszelkim formom militarnego awanturnictwa, mającego na celu utrzymanie Norwegię w unii. W odniesieniu do prawa głosowania połączono je razem z razem z wprowadzonym w roku 1901 powszechnym obowiązkiem obrony, a gazeta zaczęła być rzecznikiem powszechnego prawa głosu dla mężczyzn w ordynacji proporcjonalnej. 

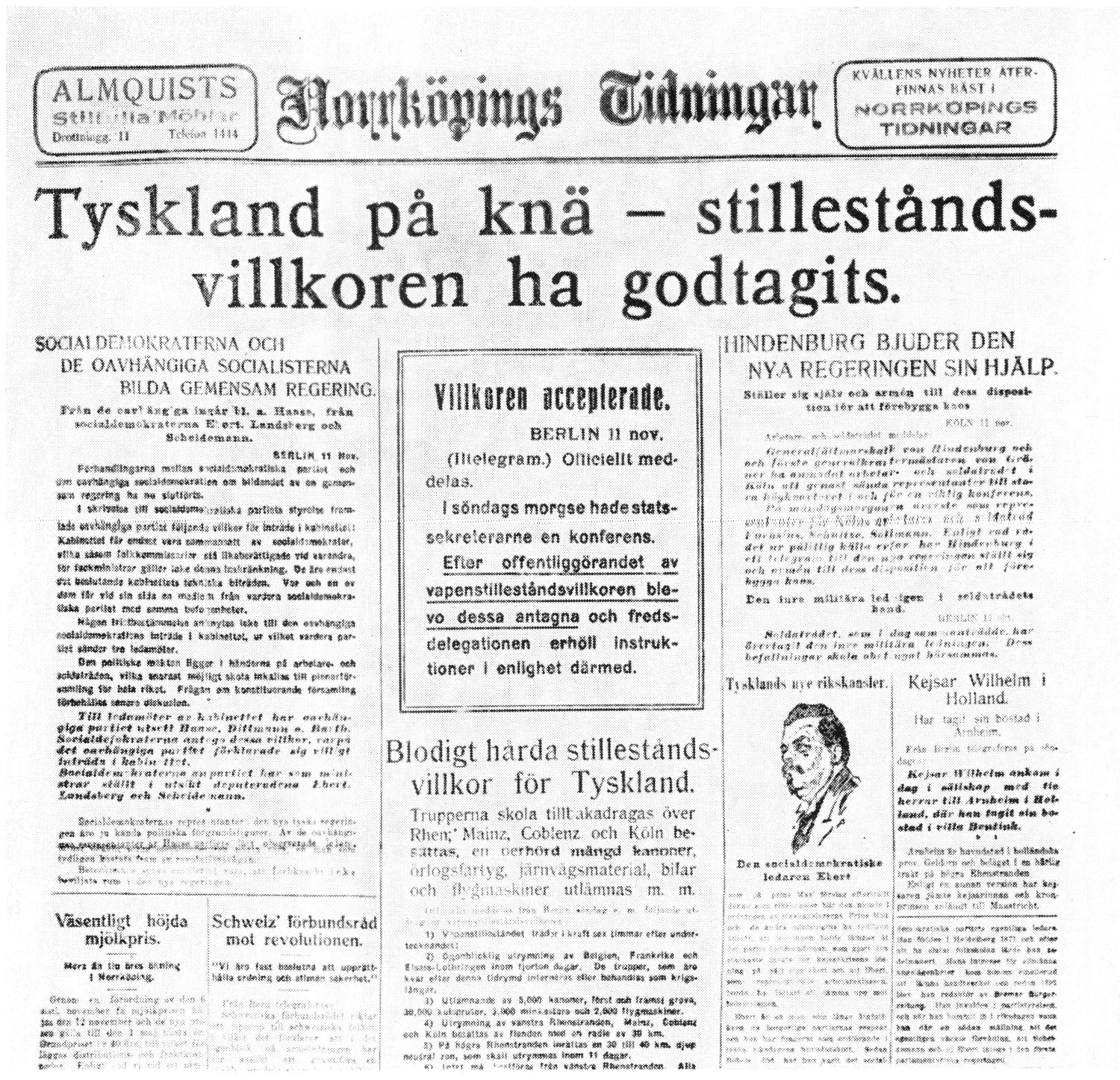
Norrköpings Tidningar (1918)

Nakład dziennika stale wzrastał aż do 6 500 egzemplarzy w roku 1907 i 9 500 egzemplarzy w 1913. Wydanie sobotnie osiągało nakład 12 500 do 13 000 egzemplarzy. NT nadal wyrażał poglądy konserwatywne w kwestii obronności oraz wspierał monarchię. Gdy wybuchła I wojna światowa, opowiedział się za neutralnością Szwecji, choć można było w nim znaleźć kilka negatywnych wypowiedzi na temat Wielkiej Brytanii; uważano bowiem, iż z jej strony istniało zagrożenie dla szwedzkiej żeglugi i szlaków handlowych. Gdy w roku 1918 wybuchła w Finlandii wojna domowa, dziennik opowiedział się za szwedzką pomocą dla miejscowych oddziałów Białej Gwardii. Wśród jego ówczesnych publicystów wymienić można kronikarzy Arthura Nordena i Edwarda Ringborga oraz zatrudnionego w roku 1917 reportera oraz krytyka artystycznego i literackiego, Tage Aurella. 
W maju 1929 roku Erik Sundin opuścił stanowisko redaktora naczelnego, na którym zastąpił go John Börjesson. W roku 1930 redakcja i drukarnia przeniosły się do siedziby przy Hospitalsgatan 8. W roku 1932 drukarnia otrzymała nową maszynę, która była w stanie wydrukować 26 000 32-stronicowych gazet na godzinę. W latach 30. zaczęto drukować w kolorze wydanie sobotnie gazety. W 1939 roku zakupiono nową maszynę drukarską firmy Koenig & Bauer, mogącą drukować 36 000 egzemplarzy na godzinę. Stanowisko NT wobec Adolfa Hitlera było początkowo wyczekujące, ale dziennik szybko odciął się od prześladowań Żydów i nazistowskiej teorii rasy. Kiedy zostały wprowadzone sądy ludowe dziennik uważał, iż Niemcy zrobiły kolejny krok wstecz od kręgu kulturowego, do którego wcześniej należały. Podczas II wojny światowej NT popierał politykę neutralności prowadzoną przez rząd szwedzki. 
W roku 1946 zmarł były redaktor naczelny NT Erik Sundin, a w roku 1947 wdowa po nim, Asta Sundin przeniosła swoje udziały w Norrköpings Tidningars Förlagsaktiebolag do fundacji Erik och Asta Sundins Stiftelse. Zadaniem Fundacji było udzielanie przy pomocy środków z dywidendy wsparcia potrzebującym osobom starszym oraz chorym mieszkającym w Norrköping. Dzięki regulaminowi fundacji przedsiębiorstwo nie mogło przejść w inne ręce. Po odejściu w roku 1951 Börjessona ze stanowiska szefa redakcji na stanowisku tym zastąpił go Lennart Dansk, były rzecznik Högerpartiet. W latach 50. w skład zarządu gazety wchodzili: przewodniczący Martin Skoglund, dyrektor Harald Molander i mecenas Axel Regnell.

### Östergötlands Dagblad

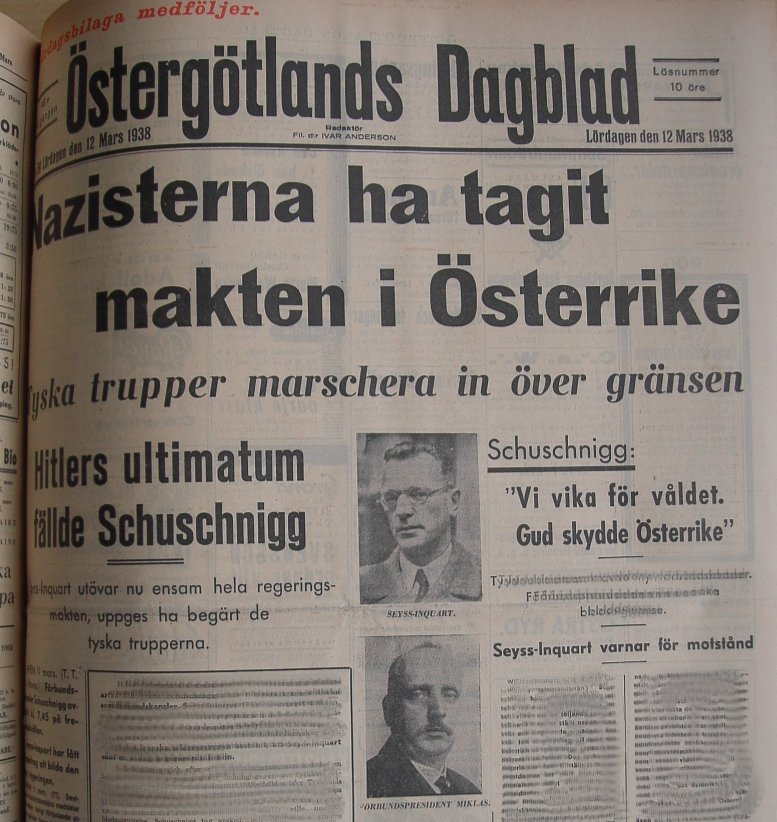
Östergötlands Dagblad sobota, 12 marca 1938

W połowie lat 50. Norrköping miał dwie gazety o orientacji prawicowej; oprócz nich był socjaldemokratyczny Folkbladet. NT ukazywał się po południu, natomiast Östergötlands Dagblad rano. Krąg czytelników obu gazet też był różny; NT był czytany w Norrköping i miasteczkach wschodniego Östergötland, a ÖD głównie na terenach wiejskich. W latach 30. większość udziałów w ÖD przeszła w ręce Ivara Andersona, od 1917 roku głównego redaktora  Östgöta Correspondenten w Linköping. Anderson prowadził ÖD przez całą dekadę lat 30. aż do roku 1940, kiedy to został głównym redaktorem Svenska Dagbladet. W roku 1941 sprzedał większość swoich udziałów w ÖD Eskilowi Ridderstadowi, właścicielowi Östgöta Correspondenten. Ridderstad nabywając udziały Andersona liczył na zyski, jakie mogłaby przynieść współpraca między Östergötlands Dagblad i Östgöta Correspondenten. Współpraca ta okazała się jednak niemożliwa. Natomiast dyskusję o możliwości współpracy między Östergötlands Dagblad a Norrköpings Tidningar podjęli na początku lat 50. ich dyrektorzy generalni: Christer Ridderstad (ÖD) i Harald Molander. (NT). Rozmowy te doprowadziły do sprzedaży w maju 1956 roku Östergötlands Dagblad w ręce Norrköpings Tidningar. 
W roku 1955 Norrköpings Tidningar kupił drukarnię AB Trycksaker, która miała swoją siedzibę w dzielnicy Risängen, poza centrum miasta. Po kilku latach drukarnia gazety przeniosła się do nowej siedziby, a do zwolnionych przez nią pomieszczeń przy Hospitalsgatan wprowadził się Östergötlands Dagblad. Obie gazety nadal ukazywały się osobno. Ponieważ ÖD ciągle przynosił straty, zarząd w grudniu 1958 roku podjął decyzję, iż oba wydawnictwa zostaną połączone w jeden dziennik poranny. Pierwszy numer połączonego dziennika ukazał się 1 czerwca 1959 roku.

### Po fuzji
Redakcja NT miała swój lokalny oddział w Valdemarsvik, przekazujący wiadomości z południowo-wschodniej części Östergötland. Po drugiej stronie granicy regionu, w Västervik, dominował całkowicie dziennik Västerviks-Tidningen, którego początki sięgały roku 1834. Na początku lat 60. większościowy właściciel VT postanowił sprzedać swoje udziały. Norrköpings Tidningar kupił je w roku 1961 przekształcając VT w gazetę poranną. W roku 1967 gazeta ukazała się po raz pierwszy w nakładzie w ponad 50 000 egzemplarzy. Próbowała ona ekspansji w południowej części Södermanland tworząc lokalny oddział w Katrineholm i oferując specjalne, miejscowe wydanie, tzw. Sörmlands-upplaga. Próba ta zakończyła się jednak niepowodzeniem i oddział zamknięto. 
W roku 1970 cała redakcja NT przeniosła się do swej nowo wybudowanej siedziby w Risängen, aby z drukarnią mieścić się pod jednym dachem. Technikę druku zmieniono na fotoskład z drukiem offsetowym. Począwszy od 2 stycznia 1970 pierwsza strona dziennika przeznaczona została wyłącznie na wiadomości, a nie na ogłoszenia. Również wszystkie wydania dziennika otrzymały na górze strony nazwę Norrköpings Tidningar, a pod nią, mniejszymi czcionkami, Östergötlands Dagblad. Kiedy 1 września 1970 roku nowa technologia druku została oddana do użytku, proces druku nie zadziałał prawidłowo i tego dnia dziennik nie ukazał się. 
Drukarnia rozwijała się zgodnie z postępem technologicznym. W marcu 1996 roku zainicjowano współpracę z Aftonbladet, w wyniku której był on drukowany każdej nocy w Norrköping w nakładzie 100 000 egzemplarzy. W roku 1999 stał się możliwy druk wszystkich stron gazety w technologii czterech kolorów. 12 września 1995 roku NT otrzymał własną stronę internetową. 

## Kanał 24nt
Norrköpings Tidningar posiada własny kanał telewizyjny, 24nt. Jest on nadawany od pierwszego października 2008 roku w cyfrowej sieci naziemnej w Norrköping. Wiadomości emitowane są całodobowo i są przeplatane reklamami oraz dłuższymi wstawkami programowymi jak Trädgårdsrutan (Kącik ogrodniczy) czy Blåljus (Lampa sygnalizacyjno-ostrzegawcza). 24nt znalazł naśladowców w: Linköping (24Corren), Luleå (24Norrbotten) i Uppsali (24.UNT).